# 公債 (映画)
『公債』（こうさい、The Bond）は、ファースト・ナショナル・ピクチャーズによる製作で、主演・脚本・製作および監督はチャールズ・チャップリン。チャップリンの映画出演65作目にあたる。
第一次世界大戦中にアメリカ政府が発行した戦時公債の一種、自由公債の購入を促進するため、1918年にチャップリンが自費で製作し、全米の映画館に無料で配給されたプロパガンダ映画。公的な性格かつ短編映画ではあるものの、新しい表現技法を取り入れるなどチャップリンの新たな挑戦が垣間見える。その一方、残された資料からはチャップリンがこの映画の製作にはあまり乗り気ではなかったことがうかがえる。現在は「チャップリン短編集」に収録され鑑賞可能だが先の事情から音楽が入っていない上、ラストは画面が汚い部分もある。

## 概要

### 内容
背景のセットは非常に特徴的で、表現主義映画を先取りしたかのような黒一色の背景に単純化された構図、配置の道具類がくっきりとした照明に照らし出されたものとなっている。内容は、「絆」と「公債」を掛詞にして、様々な「絆」を描写した一連の寸劇となっている。「自由公債」は、最も重要なものとして最後に登場し、その寸劇の中でチャップリンは、異父兄シドニーが扮したドイツ皇帝を「自由公債」と記された大きなハンマーで叩きのめし、観客に公債の購入を呼びかけている。

### 製作の経緯

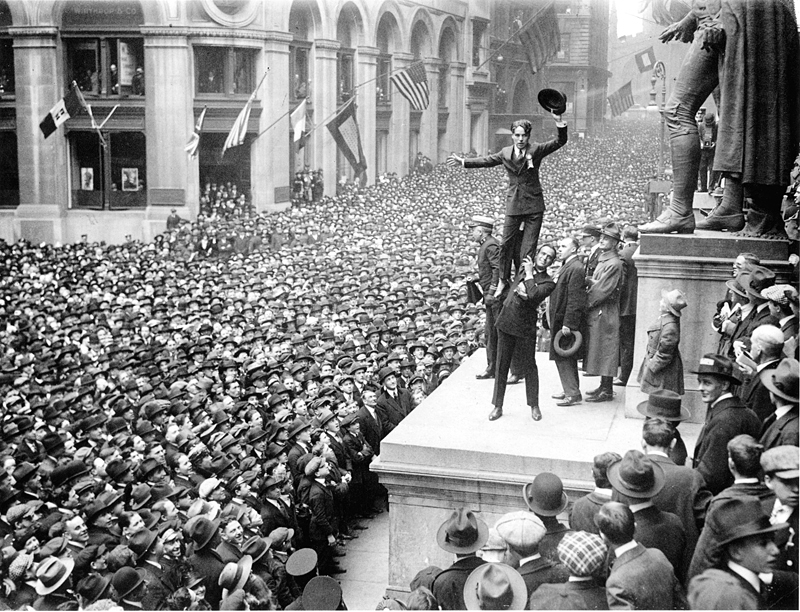
ウォール街の集会で、ダグに担ぎ上げられるチャップリン

『犬の生活』の編集作業を終えたチャップリンは、作業終了翌日の1918年4月1日から政府の肝煎りで、盟友ダグラス・フェアバンクスおよびメアリー・ピックフォードらと「戦争協力」を叫んで、自由公債募集の強化ツアーに駆り出された。アメリカ各地を遊説したその時のニュースフィルムが残っており、NHKスペシャル『映像の世紀』第2集の中で見ることができる。一連の映像の中には演説に熱がこもりすぎて、勢い余って壇下に落下する映像も残されているが、この時チャップリンは演説陣に加わっていたマリー・ドレスラーの足にしがみついたのち、2人ともある大物の上に転げ落ちてしまった。その「ある大物」は、のちのアメリカ合衆国大統領フランクリン・ルーズベルト海軍次官補であった。
ツアーから戻ったチャップリンは5月末から、仮題『カムフラージュ』の製作に取り掛かる。『カムフラージュ』の撮影はスケジュール通りとはいかなかったが、ツアーの中で自由公債に関する短編映画の製作を約していたチャップリンは、8月15日から『カムフラージュ』の製作をストップしてこの短編映画の製作に取りかかった。撮影日数はわずか6日。『カムフラージュ』改め『担へ銃』公開後の12月16日に封切られた。イギリスでも戦時公債購入促進のため公開されたが、イギリスで公開された版は、アンクル・サムの登場する場面がヘンリー・バーグマン扮するジョン・ブルの登場場面に差し替えられていた。

### 背景
ところで、自由公債募集ツアーへの参加および『担へ銃』と『公債』の製作で一見すると、チャップリンは第一次世界大戦への支援を積極的に行ったかのように見える。しかし、実際には明確な反戦主義者であり、チャップリンは自伝の中で自由公債募集ツアーに参加していた時のことを次のように回想する。
そういったチャップリンの心境を見透かすかのように、1917年ごろから保守派を中心にチャップリン攻撃が盛んに行われ、攻撃ネタの中心は「チャップリンが兵役忌避者であり、アメリカ国籍に変えていない」ということであった。『担へ銃』ですら「戦意高揚映画」ではなく、そのこともまた批判の対象となっていた。チャップリン自身は徴兵検査で不合格となっており、「兵役忌避者」という批判は的を射たものではなかった。また、国籍も終生イギリス国籍から変えることはなかった。一連のチャップリン攻撃に神経をとがらせていたのは、チャップリン本人以上にチャップリンのマネジメントも担当していたシドニーと顧問弁護士のネイサン・バーカンであり、絶大な人気を誇っていたチャップリンが「愛国的ではない」という理由で人気者の座から失墜させられることを恐れていた。チャップリン研究家の大野裕之によれば、チャップリン家のアーカイヴに残されている当時の書簡には、チャップリンが一連の戦争協力活動に消極的であるがためにシドニーとバーカンが焦りを見せている文面がうかがえるという。1918年に入ってチャップリンはシドニーやバーカンの説得をようやく受け容れて前述の自由公債募集ツアーへの参加や『公債』の製作に乗り出すものの、チャップリンの「やる気」は現存する『公債』のNGフィルムに垣間見える。大野の指摘ではチャップリンは『公債』を適当に撮影していた節があり、テイクナンバーは振られておらず、NGフィルムの中には天使役を務めた子役のドロシー・ロッシャーと遊んでいる様子や本来三日月からロッシャー演じる天使が顔を出すべきところを「チャーリー」の扮装ではない素顔のチャップリンが顔を出す様子、さらにはシドニー演じるドイツ皇帝をハンマーで叩きのめすところをわざと空振りする様子などが収められている。
冒頭にあるように「黒一色の背景に単純化された構図、配置の道具類がくっきりとした照明に照らし出された」セットは『公債』の大きな特徴であるが、このセットが採用された理由は定かではない。大野はこのセットをドイツ表現主義の手法を取り入れたものと指摘し、戦争における敵国であっても、その国の人々や文化には尊敬を保ち続けるものと評している。

## キャスト
- チャーリー - チャールズ・チャップリン
- チャーリーの妻 - エドナ・パーヴァイアンス
- ドイツ皇帝 - シドニー・チャップリン
- チャーリーの友人 - アルバート・オースチン
- イギリス人 - ヘンリー・バーグマン
- 天使 - ドロシー・ロッシャー（ジョアン・マーシュ）
- 兵士および水兵 - アル・ブレイク、クリフ・ブロウワー[14]
- 工員 - トム・ウィルソン